# Acrophymus acuticercus
Acrophymus acuticercus is een rechtvleugelig insect uit de familie veldsprinkhanen (Acrididae). De wetenschappelijke naam van deze soort is voor het eerst geldig gepubliceerd in 1995 door Naskrecki.
1. ↑  (en) Acrophymus acuticercus op de IUCN Red List of Threatened Species.